# Alois Lipburger
Alois Lipburger (ur. 27 sierpnia 1956 w Andelsbuch, zm. 4 lutego 2001 w Füssen) – austriacki skoczek narciarski, reprezentant kraju, trener.

## Kariera
Alois Lipburger zadebiutował 29 grudnia 1974 roku w Oberstdorfie podczas Turnieju Czterech Skoczni (zajął 41. miejsce). Podczas drugiego konkursu turnieju, 1 stycznia 1975 roku w Garmisch-Partenkirchen zajął 8. miejsce. 26 lutego 1978 roku podczas mistrzostw świata 1978 w Lathi na dużej skoczni zdobył srebrny medal, przegrywając tylko 0,3 pkt z triumfatorem – Finem Tapio Räisänenem, a także w tym samym roku triumfował w Turnieju Trzech Państw. 13 i 14 lutego 1981 roku na skoczni mamuciej Copper Peak w Ironwood odniósł jedyne w swojej karierze zwycięstwa w zawodach Pucharu Świata, w którym ostatni raz wystąpił 10 marca 1981 roku w Falun, gdzie zajął 12. miejsce. Po sezonie 1980/1981, w którym zdobył także Puchar Europy, w wieku zaledwie 24 lat zakończył sportową karierę.

## Mistrzostwa świata

### Indywidualnie
| 1978 Lahti | – | 38. miejsce (K-70), 2. miejsce (K-90) |

### Starty A. Lipburgera na mistrzostwach świata – szczegółowo
| Miejsce | Dzień     | Rok  | Miejscowość | Skocznia     | Punkt K | HS | Konkurs  | Skok 1 | Skok 2 | Nota      | Strata   | Zwycięzca      |
| ------- | --------- | ---- | ----------- | ------------ | ------- | -- | -------- | ------ | ------ | --------- | -------- | -------------- |
| 38.     | 18 lutego | 1978 | Lahti       | Salpausselkä | K-70    | –  | indywid. | 76,5 m | 75,0 m | 210,4 pkt | 42,8 pkt | Matthias Buse  |
| 2.      | 26 lutego | 1978 | Lahti       | Salpausselkä | K-90    | –  | indywid. | 112,5m | 107,5m | 256,3 pkt | 0,3 pkt  | Tapio Räisänen |

## Puchar Świata

### Miejsca w klasyfikacji generalnej
| Sezon     | Miejsce |
| --------- | ------- |
| 1979/1980 | 17.     |
| 1980/1981 | 11.     |

### Miejsca na podium w konkursach indywidualnych Pucharu Świata chronologicznie
| Nr | Dzień     | Rok  | Miejscowość  | Skocznia    | Punkt K | Skok 1  | Skok 2  | Nota      | Lok. | Strata  | Zwycięzca        |
| -- | --------- | ---- | ------------ | ----------- | ------- | ------- | ------- | --------- | ---- | ------- | ---------------- |
| 1. | 10 lutego | 1980 | Saint-Nizier | Dauphiné    | K-112   | ?       | ?       | 213,5 pkt | 2.   | 1,5 pkt | Tom Christiansen |
| 2. | 13 lutego | 1981 | Ironwood     | Copper Peak | K-155   | 154,0 m | 140,0 m | 379,5 pkt | 1.   | –       | –                |
| 3. | 14 lutego | 1981 | Ironwood     | Copper Peak | K-155   | 136,0 m | –       | 192,5 pkt | 1.   | –       | –                |

### Miejsca w poszczególnych konkursachPucharu Świata
| Sezon 1979/1980                                                                       |                        |                        |               |               |         |              |             |             |          |          |              |              |              |             |           |              |       |       |       |      |         |         |                     |                     |        |        |        |        |        |        |        |        |        |        |        |        |        |        |        |        |        |        |
| Cortina d’Ampezzo                                                                     | Oberstdorf             | Garmisch-Partenkirchen | Innsbruck     | Bischofshofen | Sapporo | Sapporo      | Thunder Bay | Thunder Bay | Zakopane | Zakopane | Saint-Nizier | Saint-Nizier | Sankt Moritz | Gstaad      | Engelberg | Vikersund    | Lahti | Lahti | Falun | Oslo | Planica | Planica | Szczyrbskie Jezioro | Szczyrbskie Jezioro | punkty |        |        |        |        |        |        |        |        |        |        |        |        |        |        |        |        |        |
| 25                                                                                    | 29                     | 17                     | 50            | 50            | 16      | –            | 19          | 11          | –        | –        | 7            | 2            | –            | –           | –         | 11           | –     | –     | 11    | 4    | –       | 13      | –                   | 5                   | 70     |        |        |        |        |        |        |        |        |        |        |        |        |        |        |        |        |        |
| Sezon 1980/1981                                                                       |                        |                        |               |               |         |              |             |             |          |          |              |              |              |             |           |              |       |       |       |      |         |         |                     |                     |        |        |        |        |        |        |        |        |        |        |        |        |        |        |        |        |        |        |
| Oberstdorf                                                                            | Garmisch-Partenkirchen | Innsbruck              | Bischofshofen | Harrachov     | Liberec | Sankt Moritz | Gstaad      | Engelberg   | Ironwood | Ironwood | Sapporo      | Sapporo      | Thunder Bay  | Thunder Bay | Chamonix  | Saint Nizier | Lahti | Lahti | Falun | Oslo | Bærum   | Planica | Planica             | punkty              | punkty | punkty | punkty | punkty | punkty | punkty | punkty | punkty | punkty | punkty | punkty | punkty | punkty | punkty | punkty | punkty | punkty | punkty |
| –                                                                                     | –                      | 53                     | 26            | –             | –       | 11           | 10          | 19          | 1        | 1        | –            | –            | 26           | 8           | 10        | 7            | 26    | 32    | 12    | 23   | 26      | 39      | 36                  | 88                  | 88     | 88     | 88     | 88     | 88     | 88     | 88     | 88     | 88     | 88     | 88     | 88     | 88     | 88     | 88     | 88     | 88     | 88     |
| Legenda                                                                               |                        |                        |               |               |         |              |             |             |          |          |              |              |              |             |           |              |       |       |       |      |         |         |                     |                     |        |        |        |        |        |        |        |        |        |        |        |        |        |        |        |        |        |        |
| 1 2 3 4-10 11-15 poniżej 15 - – zawodnik nie wystartował (lub nie zakwalifikował się) |                        |                        |               |               |         |              |             |             |          |          |              |              |              |             |           |              |       |       |       |      |         |         |                     |                     |        |        |        |        |        |        |        |        |        |        |        |        |        |        |        |        |        |        |

### Turniej Czterech Skoczni

#### Miejsca w klasyfikacji generalnej
| Sezon     | Miejsce |
| --------- | ------- |
| 1974/1975 | 24.     |
| 1976/1977 | 11.     |
| 1977/1978 | 41.     |
| 1978/1979 | 38.     |
| 1979/1980 | 28.     |
| 1980/1981 | 88.     |

## Kariera trenerska
Alois Lipburger po zakończeniu kariery sportowej rozpoczął karierę trenerską. W 1981 roku został trenerem reprezentacji RFN w kombinacji norweskiej. W sezonie 1985/1986 był trenerem reprezentacji Francji. W 1999 roku został trenerem reprezentacji Austrii, którym był do śmierci 4 lutego 2001 roku. Za jego kadencji największe sukcesy w sezonie 1999/2000 odnosił Andreas Widhölzl: triumfator Turnieju Czterech Skoczni, 2. miejsce w klasyfikacji generalnej Pucharu Świata, a także reprezentacja Austrii zajęła 2. miejsce w klasyfikacji generalnej Pucharu Narodów.
Sukcesy podopiecznych Lipburgera w Austrii w latach 1999–2001 (chronologicznie)
| Medal | Zawodnik         | Zawody                   | Rok  |
| ----- | ---------------- | ------------------------ | ---- |
|       | Andreas Widhölzl | Turniej Czterech Skoczni | 2000 |
|       | Andreas Widhölzl | Puchar Świata            | 2000 |
|       | Austria          | Puchar Narodów           | 2000 |

## Życie prywatne
Alois Lipburger zginął 4 lutego 2001 roku w Füssen w wypadku samochodowym. Wraz z nim jechali Martin Höllwarth (prowadził samochód) oraz Andreas Widhölzl.